# إليزابيث بيريز
إليزابيث بيريز (بالإسبانية: Elizabeth Pérez)‏ هي صحفية ومقدمة تلفزيونية فنزويلية، ولدت في القرن العشرين في مقاطعة فيلا كلارا في كوبا.